# بیرکنوردر
بیرکنوردر (به آلمانی: Birkenwerder) یک شهر در آلمان است که در اوبرهافل واقع شده‌است. بیرکنوردر ۷٬۲۳۲ نفر جمعیت دارد.

## خواهرخوانده
شهر ویلتانز خواهرخواندهٔ بیرکنوردر هست.